# Carole Quinton
Carole Quinton (Reino Unido, 11 de julio de 1936) fue una atleta británica especializada en la prueba de Relevo 4 x 100 metros, en la que consiguió ser subcampeona europea en 1958.

## Carrera deportiva
En el Campeonato Europeo de Atletismo de 1958 ganó la medalla de plata en los relevos 4 x 100 m metros, con un tiempo de 46.0 segundos, llegando a meta tras la Unión Soviética (oro con 45.3 s que fue récord de los campeonatos) y por delante de Polonia (bronce).